# マウリシオ・フネス
カルロス・マウリシオ・フネス・カルタヘナ（Carlos Mauricio Funes Cartagena、1959年10月18日 - 2025年1月21日）は、エルサルバドルの政治家、2009年6月1日から2014年6月1日まで大統領を務めた。所属政党は、ファラブンド・マルティ民族解放戦線(FMLN)。

## 略歴
中央アメリカ・ホセ・シメオン・カーニャ大学を卒業。1986年に、テレビ局記者として活躍する。1991年より、CNN en Español(CNN系列スペイン語放送)で、リポーターとして有名になる。内戦時のエルサルバドルで、左翼ゲリラとされている人々にマイクを向けていく一方で、与党の民族主義共和同盟(ARENA)に対して厳しい内容の番組を手がける。なお、エルサルバドル内戦は、1979年に始まり1992年に終わったとされるが、人口が600万人ほどのエルサルバドルで、死者が75,000人以上、行方不明者が8,000人以上出たとされている。ファラブンド・マルティ民族解放戦線が、反政府勢力としての当事者であるが、1992年以降は合法政党として支持を着実にのばす。マウリシオ・フネスは、2007年まで、テレビリポーターを続けている。
2007年11月28日に、ファラブンド・マルティ民族解放戦線からエルサルバドル大統領候補として指名を受ける。エルサルバドル内戦時に、戦闘員として従事していない、初のFMLNの指導者であり、かつアメリカ系のテレビメディアに従事していた異色の候補者として注目される。新自由主義的な政治路線の変革を訴え、穏健な中道路線を強調する。雇用創出、衛生福祉の充実や犯罪の抑止を公約に掲げる。アメリカ合衆国との友好な関係の継続を訴える。2001年から続いているアメリカ・ドルを国内通貨とするドル化政策を変えないことも、公約する。2009年3月15日投票のエルサルバドル大統領選挙で、対立する民族主義共和同盟(ARENA)候補のロドリゴ・アビラをわずかな差で破り、51.3％で当選を果たす。
2009年6月1日、エルサルバドル大統領に就任する。就任式には、ベネズエラ大統領のウゴ・チャベスが直前に出席を取りやめ、友好国のボリビア大統領のエボ・モラレスら各国の元首クラスが参列するが、アメリカ国務長官のヒラリー・クリントンや台湾総統の馬英九も出席している。就任当日に、50年前から国交断絶となっていたキューバとの国交を復帰する。
18ヶ月間に10万人の雇用創出を掲げた経済計画を発表し実行に移している最中である。エルサルバドル国内の犯罪増加に対して、国軍が警察に協力体制をとらせるなどの緊急対策を採用する。
2010年1月16日の内戦終結合意調印18周年の記念式典、大統領として、エルサルバドル内戦の犠牲者に謝罪し、対象者約1万8000人に総額1950万ドルの補償を確約する。
2014年6月1日に大統領の任期満了により退任。後任はサルバドール・サンチェス・セレン。
その後は横領として告発され、2016年にニカラグアに亡命した。ダニエル・オルテガ政権でニカラグア国籍を取得した後、2025年1月21日に同国で病死した。65歳没。死亡時、既に母国エルサルバドルの裁判所から数件の有罪判決を受けた。